# 官方Xbox杂志
《官方Xbox杂志》（Official Xbox Magazine）是电子游戏月刊杂志，在初代Xbox发售的2001年11月创刊。E3 2001上发行了预览刊，并在2001年11月发行了另一期预览刊。杂志捆绑光碟，收录内容有游戏演示、预览视频、预告片，以及Xbox更新和免费Gamerpic等内容。碟片还有Xbox 360向下兼容的Xbox的游戏，这样无需宽带与Xbox Live访问。
杂志有Xbox游戏的预告、评论和作弊码。在Xbox 360发售后，杂志开始提供Xbox 360的评测内容，以及Xbox 360兼容游戏演示碟片。《官方Xbox杂志》会评论各Xbox、Xbox 360、Xbox Live Arcade游戏，以及下载内容和资料片。2012年1月起杂志不再提供演示碟片。